# Керчех
Керчех — традиційна якутська страва на молочній основі. Подається на сніданок до коржів або хліба.

## Інгредієнти
- Охолоджені вершки або сметана (жирність — 35 %) — 900 г,
- цукор — 100 г.

Або:
- молоко — 250 г,
- сметана — 700 г,
- цукор — 100 г.

## Особливості приготування
У глибоку миску наливають молочний продукт (вершки, сметана або молоко із сметаною) на 1/3 об'єму. Збивають рідину в густу пишну масу спеціальною дерев'яною колотівкою з невеликими круглими насічками.
Під час збиття продукту поступово додають цукор або варення. Щоб змінити смак, колір — свіжі ягоди. При цьому консистенція страви повинна залишатися густою, пишною й легкою.
Відразу після збиття керчех розливають у дерев'яні чашки (піали) й подають до столу.

### Сучасний спосіб приготування
1. Вершки 35 % жирності чи сметана — 4,5 склянки, по 1/2 склянки цукру та брусниці.
2. Сметана — 3,5 склянки, 1/4 склянки молока, по 1/2 склянки цукру та брусниці.

У чисту посудину наливають 1/3 об'єму охолоджених вершків або сметани, додають брусницю й цукор. Збивають колотівкою, доки не утвориться густа й пишна піна. Подавають невеликими порціями (по 100 г) у дерев'яних чашках.

## Особливості частування
Цей продукт подається зазвичай до сніданку замість масла до коржиків, домашніх вафель або хлібу.
Улюблена страва якутських дітей, які споживають її замість йогуртів.

## Цікаво знати
Готують невеликими порціями, зберігають не більше 1,5 — 2 години.
Часто готують без будь-якої добавки.
Брусницю в десерті можна замінити чорною смородиною, лохиною, морошкою. Якщо ягоди відсутні, до продукту додається варення або джем.
До національного колориту страви можна додати уміння якутів гарно його представити й відповідно скуштувати. Якутські кулінари стверджують, що відомість керчеха дорівнює популярності бренда морозива Baskin-Robbins.